# Grigori Alexandrowitsch Andrejew

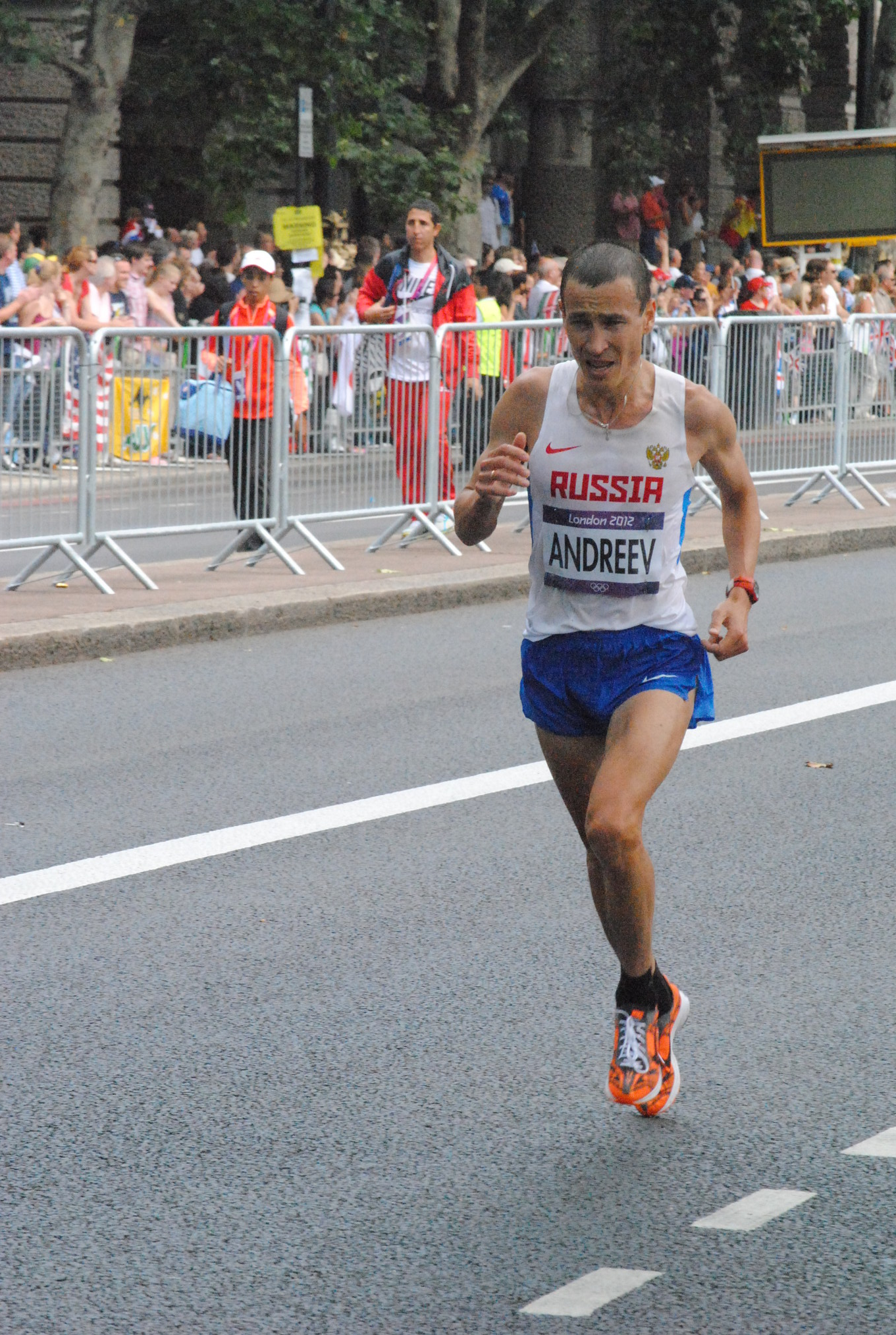
Andrejew beim Olympiamarathon 2012

Grigori Alexandrowitsch Andrejew, russisch Григорий Александрович Андреев, engl. Transkription Grigoriy Andre(y)ev (* 7. Januar 1976 in Starokultschubajewo, Baschkortostan) ist ein russischer Marathonläufer.
2003 gewann er den Košice-Marathon. Im Jahr darauf wurde er Sechster beim Hamburg-Marathon. Bei den Olympischen Spielen in Athen kam er auf Platz 19, bei den Halbmarathon-Weltmeisterschaften in Neu-Delhi auf Platz 54.
2005 wurde er Zweiter beim Nagano-Marathon und belegte bei den Leichtathletik-Weltmeisterschaften in Helsinki den 46. Rang. 2006 wurde er erneut Zweiter in Nagano und lief bei den Leichtathletik-Europameisterschaften in Göteborg auf dem 17. Platz ein. Ein Jahr später wurde er Zweiter in Nagano, Dritter bei der russischen Meisterschaft im Halbmarathon und Zehnter beim Frankfurt-Marathon.
2008 qualifizierte er sich mit einem sechsten Platz beim Turin-Marathon erneut für die Olympischen Spiele in Peking, bei denen er auf den 14. Platz kam. 2009 wurde er Zwölfter beim Boston-Marathon und Fünfter beim Twin Cities Marathon.
Grigori Andrejew wird von Grigori Alexejew trainiert und startet für den Verein Dinamo.

## Persönliche Bestzeiten
- 5000 m: 13:45,63 min, 19. Juli 2008, Kasan
- 10.000 m: 28:49,12 min, 23. Juli 2009, Tscheboksary
- Halbmarathon: 1:03:55 h, 8. September 2007, Nowosibirsk
- Marathon: 2:11:01 h, 13. April 2008, Turin